# 郭鏦
郭鏦（8世纪—822年），字利用，唐朝官员，华州郑县（今陕西渭南市华州区）人。唐顺宗的驸马。
郭鏦是郭子仪之孙，郭暧和升平公主的儿子，兄长郭铸、郭钊，弟弟郭銛。唐顺宗在东宫为太子，将女儿德阳郡主嫁给郭鏦，当时郭鏦与郡主都没有成年，郡主被唐德宗钟爱，诏裴延龄为德阳郡主在长兴里营建宅第，郭鏦宠冠一时。唐顺宗即位，改封德阳郡主为汉阳公主。郭鏦历任检校国子祭酒、卫尉卿、驸马都尉，改任殿中监。
唐穆宗即位，郭鏦为穆宗的小舅、太后之兄。自景龙之后，外戚多为检校官，不任事。宰相荐郭鏦之才，不当因为是外戚而不用，于是拜为右金吾将军，封太原郡公。改任右金吾卫大将军、兼御史大夫，充左街使。长安城南有汾阳王别墅，林泉之致，其他地方不能与之相比，唐穆宗常游幸别墅，置酒极欢，赏赐郭鏦非常丰厚。之后加检校工部尚书，兼太子詹事，充闲厩宫苑使。郭鏦恭敬谦逊，不以富贵加人，对皇帝有谏言，退必毁稿，家人子弟没有人知道。长庆二年（822年）十月卒，赠尚书左仆射，其弟郭銛代郭鏦为太子詹事，充闲厩宫苑使。